# Frieden von Adrianopel (1568)
Der Frieden von Adrianopel (1568) beendete den Krieg zwischen dem Heiligen Römischen Reich und dem Osmanischen Reich von 1566 bis 1568, auch 2. Österreichischer Türkenkrieg genannt, und wurde zwischen Kaiser Maximilian II. und Sultan Selim II. geschlossen. 
Die Habsburger hatten ihre Ziele, Siebenbürgen in Besitz zu nehmen und sich das gesamte Gebiet des Königreichs Ungarn einzuverleiben, nicht erreichen können. Dagegen gelang es den Osmanen, sowohl die Oberhoheit in Siebenbürgen endgültig durchzusetzen als auch ihre Territorien in Siebenbürgen sowie in Cis- und Transdanubien und in Oberungarn, dem Gebiet der heutigen Slowakei beträchtlich zu erweitern. Nach dem Tod Sultans Süleymans 1566 unterzeichnete der habsburgische Kaiser 1568 mit Sultan Selim II. ein neues Abkommen, das das Abkommen von 1562 um weitere acht Jahre verlängerte. Die darin festgelegten Tributzahlungen, „Ehrengeschenke“ genannt, sollten die Osmanen von weiteren Expansionsbestrebungen abzuhalten.

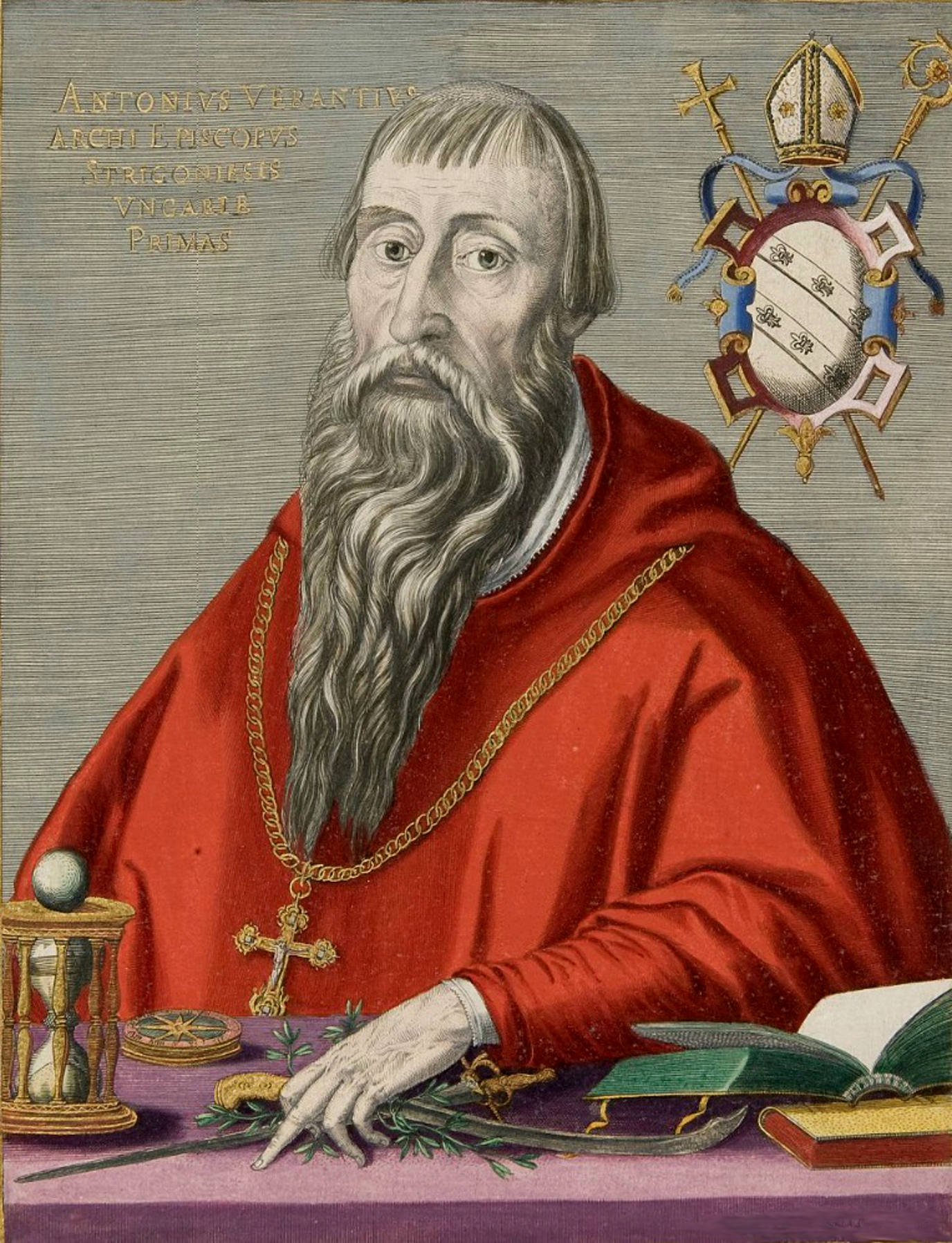
Erzbischof Antun Vrančić (Porträt von Martin Rota Kolunić)

Unterhändler der Habsburger waren der Bischof Antun Vrančić und Christoph von Teuffenbach, auf Osmanischer Seite Mehmed Sokollu Pascha. Die Verhandlungen wurden auf Slawonisch, der Sprache der historischen Region Slawonien im Osten Kroatiens, geführt. Die Verhandlungen dauerten fünf Monate und begannen zunächst in Istanbul. Nach Übersiedelung des Sultanshofs nach Adrianopel wurde der Vertrag dort am 17. Februar 1568 unterzeichnet.
Wichtigste Bestandteile:
- Die Friedenszeit wurde auf acht Jahre begrenzt, in denen keine Partei fremdes Land erobert, und keine Geiselnahmen durchgeführt werden.
- Maximilian erklärte sich zur jährlichen Zahlung eines „Ehrengeschenks“ von 30.000 Dukaten bereit.
- Ein Komitee zur Festlegung einer Demarkationslinie wird gegründet.
- Dörfer im umstrittenen Grenzgebiet dürfen von beiden Seiten besteuert werden.
- Beide Parteien dürfen Festungen bauen. Siehe auch Militärgrenze
- Maximilian gestand dem Osmanischen Reich die Oberhoheit über die Fürstentümer Moldau und Walachei zu.
- Siebenbürgen wurde von Ungarn getrennt und ein Vasallenfürstentum des Osmanischen Reiches.
- Grenzvorfälle werden von einem Vermittlungsausschuss geklärt.

Der Friedensvertrag wurde dreimal, 1574, 1583 und 1590 verlängert und leitete eine 25-jährige Friedensperiode ein. 

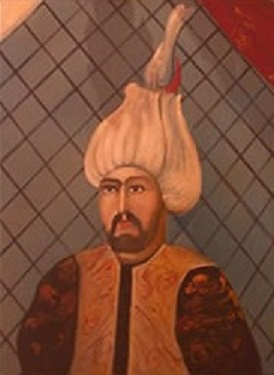
Sokollu Mehmed Pascha

Die Aufteilung Ungarns von 1526–1568 zwischen den Habsburgern, den Osmanen und dem Fürstentum Siebenbürgen